# Fomepizol
Fomepizol ist ein Gegengift (Antidot), das zur Behandlung von akuten Vergiftungen (Intoxikationen) mit Ethylenglycol verwendet wird. Seit 2013 steht es auf der  Liste der unentbehrlichen Arzneimittel der WHO.

## Wirkungsweise
Fomepizol ist ein kompetitiver Hemmstoff der Alkoholdehydrogenase. Die Alkoholdehydrogenase (ADH) ist ein Enzym, das die Reaktion von Alkoholen zu den entsprechenden Aldehyden, als auch die Rückreaktion katalysiert. In alkoholischen Getränken enthaltener Alkohol (Ethanol) wird mit Hilfe von Alkoholdehydrogenase zu Acetaldehyd abgebaut. Andere Alkohole werden durch Alkoholdehydrogenase dagegen in giftige Abbauprodukte verwandelt: Methanol zu Formaldehyd, Ethylenglycol zu Glycolaldehyd, Propylenglycol zu Lactaldehyd und Isopropanol zu Aceton. Die Affinität von Fomepizol zur Alkoholdehydrogenase ist im Vergleich zu Ethanol etwa 500 bis 1000-mal höher. Daher kann die Alkoholdehydrogenase durch Fomepizol bei erheblich niedrigeren Konzentrationen komplett gehemmt werden. Obwohl Fomepizol auch bei oraler Einnahme wirksam ist,  ist es zum Einsatz in der Medizin nur in Form einer parenteralen Infusionslösung zugelassen, da die Dosierung so besser steuerbar ist. Außerdem kann Fomepizol auf diese Weise auch bewusstlosen Patienten gegeben werden.

## Eigenschaften
Fomepizol hat ein Verteilungsvolumen von 0,6 bis 1,0 l/kg. Die Proteinbindung ist gering. Fomepizol wird durch Abbau in der Leber (hepatische Metabolisierung) und Ausscheidung über die Nieren (renale Exkretion) entfernt. 

## Anwendung
Laut Fachinformation ist Fomepizol in Deutschland nur zur Behandlung der akuten Intoxikation durch Ethylenglycol zugelassen. In den USA besteht zusätzlich eine Zulassung zur Behandlung der Intoxikation mit Methanol. Außerhalb der Zulassung wurde Fomepizol auch zur Behandlung der Intoxikation mit Diethylenglycol eingesetzt (Off-Label-Use). Fomepizol wird durch Dialyse entfernt. Bei gleichzeitiger Dialysebehandlung ist daher eine Anpassung der Dosis erforderlich. In Tschechien wurde Fomepizol bei Methanolvergiftung erfolgreich eingesetzt.

## Bewertung
Vorteile von Fomepizol (im Vergleich zur Behandlung mit Ethanol als Antidot) sind:
- die hohe Affinität zur Alkoholdehydrogenase,
- die Wirksamkeit bereits bei geringen Serum-Konzentrationen,
- nur minimale Nebenwirkungen,
- kein Effekt auf die mentale Aktivität, was die Beurteilung des klinischen Verlaufs erleichtert,
- eine Überwachung (Monitoring) der Blutspiegel ist nicht erforderlich,
- eine Behandlung auf Intensivstation ist nicht zwingend erforderlich,
- die Serum-Osmolalität wird nicht beeinflusst, so dass diese zur Überwachung der Konzentration toxischer Alkohol-Spiegel eingesetzt werden kann.

Nachteile von Fomepizol sind,
- dass es nicht überall sofort zum Einsatz vorhanden ist,
- der hohe Preis (945 € für 5 × 20 ml),
- dass es nur in einer intravenösen Zubereitung erhältlich ist,
- dass es in Deutschland formal nur zur Behandlung der Ethylenglycol-Intoxikation, nicht aber zur Behandlung von Intoxikationen mit anderen Alkoholen zugelassen ist.

## Handelsnamen
Antizol (CDN, USA), Fomepizole OPi (D)